# Клюсівка
Клюсі́вка — село в Україні, у Новосанжарській селищній громаді Полтавського району Полтавської області. Населення становить 570 осіб. До 2020 орган місцевого самоврядування — Клюсівська сільська рада.

## Географія
Село Клюсівка знаходиться на лівому березі річки Ворскла, вище за течією примикає село Дубина, нижче за течією на відстані 1 км розташоване село Зачепилівка, на протилежному березі — селище Нові Санжари. Поруч проходить залізниця, станція Нові Санжари за 1,5 км.

## Населення

### Мова
Розподіл населення за рідною мовою за даними перепису 2001 року:
| Мова       | Кількість | Відсоток |
| ---------- | --------- | -------- |
| українська | 533       | 97.02%   |
| російська  | 37        | 2.98%    |
| Усього     | 570       | 100%     |

## Історія
За даними на 1859 рік у власницькому та козачому селі Кобеляцького повіту Полтавської губернії, мешкало 4167 осіб (2058 чоловічої статі та 2109 — жіночої), налічувалось 577 дворових господарств, існувала сільська розправа.
Станом на 1900 рік село було центром окремої, Клюсівсько-Зачепилівської волості.
12 червня 2020 року, відповідно до розпорядження Кабінету Міністрів України № 721-р «Про визначення адміністративних центрів та затвердження територій територіальних громад Полтавської області», село увійшло до складу Новосанжарської селищної громади.
19 липня 2020 року, в результаті адміністративно - територіальної реформи та ліквідації Новосанжарського району, село увійшло до складу новоутвореного Полтавського району Полтавської області.

## Економіка
- Дитячий оздоровчий табір «Зміна».
- Дитячий оздоровчий табір «Буревісник».
- Дитячий оздоровчий табір «Орлятко».

## Пам'ятки
Неподалік села розташований ентомологічний заказник місцевого значення «Тетянин Гай».

## Відомі люди

### Народились
- Маслюченко Володимир Кирилович – український вчений, професор. Народився в селі Клюсівка Новосанжарського району Полтавської області 26 вересня 1950 року. Навчався у Нижньостанівецькій середній школі Кіцманського району Чернівецької області(1957-1967), на математичному факультеті Чернівецького державного університету (1967-1972), в заочній аспірантурі на кафедрі теорії функцій і функціонального аналізу в Московському університеті (1974-1978). Працював вчителем математики у Старожадівській середній школі Сторожинецького району Чернівецької  області(1972-1973), асистентом кафедри математичного аналізу Чернівецького національного університету ім.. Юрія Федьковича (1973-1990), доцентом (1990-2002), з 2002 року – завідувачем цієї ж кафедри. Кандидатську дисертацію захистив у 1985 р. в Інституті математики в Києві, докторську – у 2000 р. у Львівському національному університеті імені Івана Франка. Звання доцента отримав у 1990-му, звання професора – у 2002 р. Помер 25.09.2020 р. Юхим Гусар.
- Тіщенко Олександр Васильович — український політик. Член КПУ. Народний депутат України 3-го скликання.